# Rafał Kurczab
Rafał Kurczab – polski chemik, doktor habilitowany w dziedzinie nauk farmaceutycznych, pracownik naukowy Państwowej Wyższej Szkoły Zawodowej w Tarnowie (Akademii Tarnowskiej) i Instytutu Farmakologii im. Jerzego Maja PAN.

## Życiorys
Jest absolwentem I LO w Tarnowie w klasie o profilu biologiczno-chemicznym. Studia (kierunek chemia) na PWSZ w Tarnowie ukończył w 2005 roku, a następnie w 2007 obronił pracę magisterską na Wydziale Chemii Uniwersytetu Jagiellońskiego. Pracę doktorską zatytułowaną Opracowanie i weryfikacja protokołu wirtualnego skriningu jako narzędzia wspomagającego proces poszukiwania nowych leków obronił na  Wydziale Chemii Uniwersytetu Jagiellońskiego w 2013 roku, a w 2019 uzyskał habilitację na  Wydziale Farmaceutycznym Uniwersytetu Jagiellońskiego podstawie rozprawy zatytułowanej Rola i znaczenie wybranych niekowalencyjnych oddziaływań międzycząsteczkowych w racjonalnym projektowaniu ligandów receptorów klasy A GPCR.